# 李棠馥
李棠馥（1610年—？），字子棻，号汉清、韩山主人。山西高平縣人，清朝初年政治人物。

## 生平
明崇禎十二年（1639年），己卯科鄉試中舉。清順治三年（1646年），登進士，授刑部河南主事。順治五年，任顺天乡试考官。順治六年，調任刑部郎中。順治十二年，任陕西驿盐道副使。順治十四年，任四川按察使。次年，調任兵部右侍郎。康熙六年，任戶部右侍郎。康熙八年，任兵部右侍郎。后辭職歸鄉。

## 家族
曾祖李芝，壽官。祖父李向春，陕西漢中府西乡县知县。父李濬慶，庠生。母杨氏，前母郭氏。慈侍下。胞弟李棠馞（庠生）。娶秦氏。